# Pullman Bucharest World Trade Center
Pullman Bucharest World Trade Center este un hotel de patru stele din București,amplasat în zona de nord, în Piața Montreal nr 10; numit Sofitel până în ianuarie 2009.
Este deținut de grupul Accor și dispune de 203 camere.
La acestea se adaugă și 10 săli de conferință, un amfiteatru cu 350 de locuri, cât și spațiul expozițional World Trade Plaza de 800 de metri pătrați.
După ce în 2006 Accor a luat decizia de a repoziționa hotelurile Sofitel pe segmentul de cinci stele, a hotărât ca pe piețele care nu au nevoie de o unitate de acest tip Sofitel să se transforme în Pullman.
Astfel, începând din ianuarie 2009, hotelul Sofitel din București a devenit Pullman Bucharest World Trade Center.
În cadrul hotelului funcționează mai multe restaurante. Oaspeții pot lua masa la Barbizon Steak House, care servește o gamă largă de 50 de vinuri diferite sau la La Galette Restaurant & Snacking, care are o terasă alăturată în aer liber. Paris Bucarest Brasserie este deschis recent, iar aici se servesc micul dejun tip bufet și masa de prânz.
Spațiosul bar Arpège din hol este un loc perfect pentru relaxare, în timp ce savurați un cocktail sau o gustare ușoară.
Rețeaua de hoteluri Pullman numără 32 de hoteluri și vizează ca, începând cu anul 2009, să se extindă în 59 de orașe din 23 de țări din Europa, Asia, Orientul Mijlociu și America Latină.
Până în 2015, rețeaua va număra peste 300 de hoteluri în toată lumea.
Cifra de afaceri:
- 2009: 46 milioane lei[2]
- 2008: 9 milioane euro[3]
- 2007: 9,3 milioane euro[3]